# Cevdet Sümer
Cevdet Sümer (* 17. Dezember 1922 in Istanbul; † vor 1979) war ein türkischer Springreiter.
Sümer nahm an den Olympischen Spielen 1960 in Rom teil. Im Einzelspringen wurde er auf Zambak Fünfzehnter; mit der Mannschaft schied er nach der ersten Runde als Siebzehnt-Platzierter aus.